# Chōhō-ji

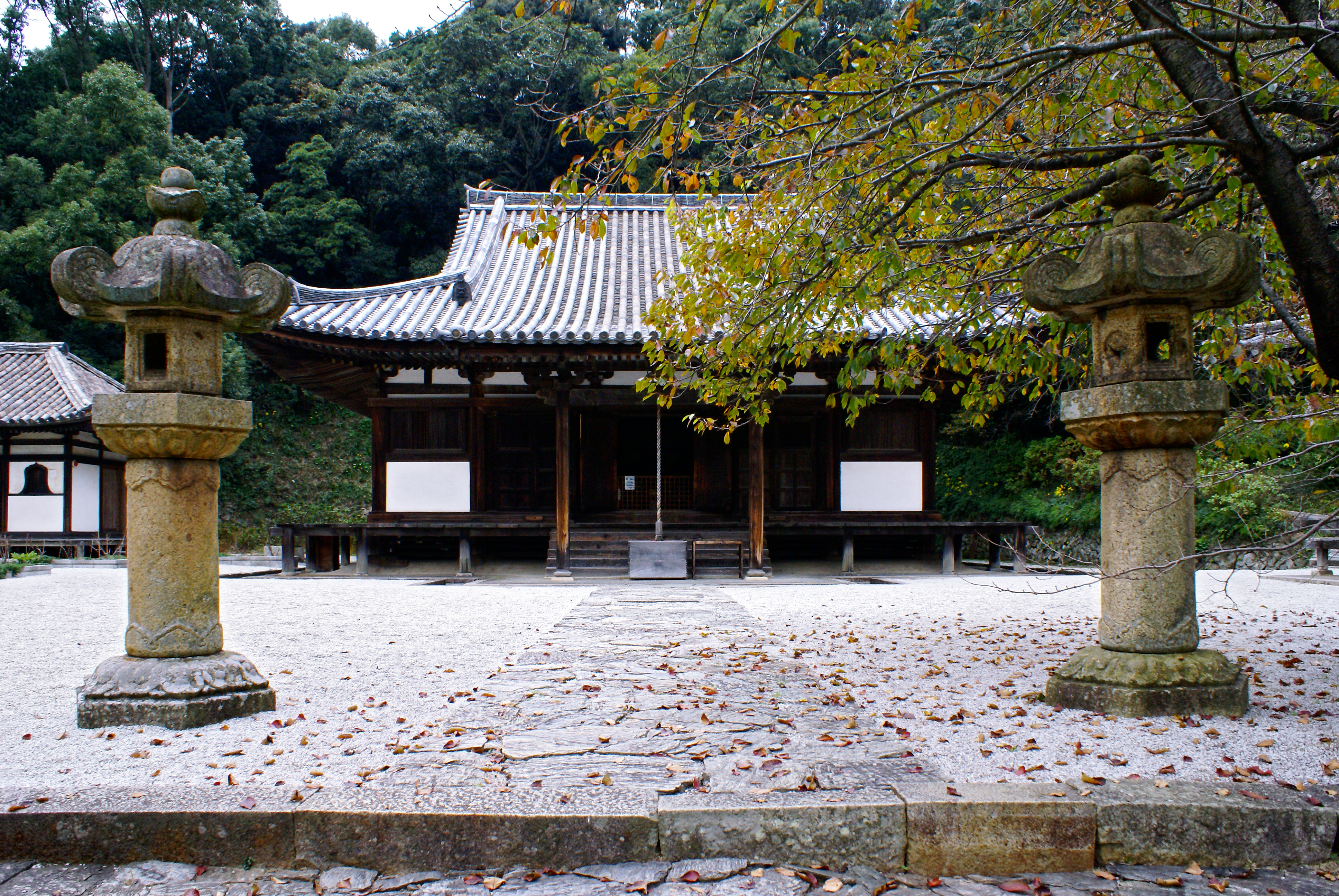
Haupthalle

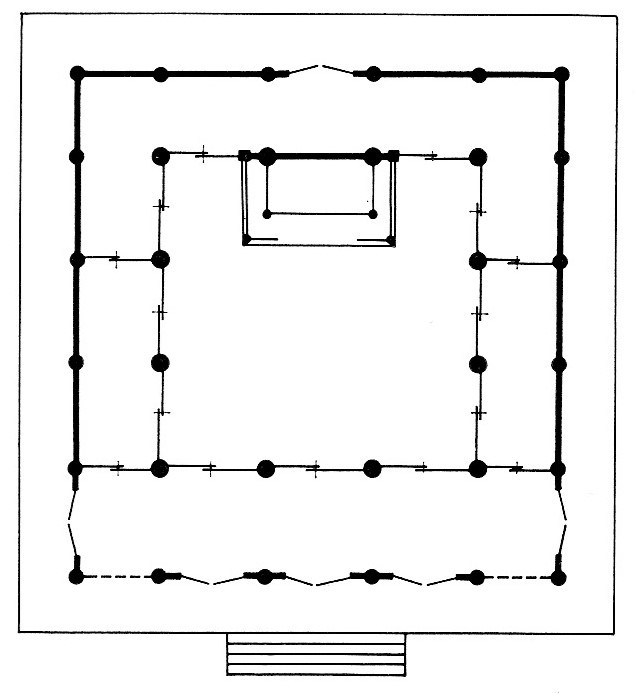
Plan der Haupthalle

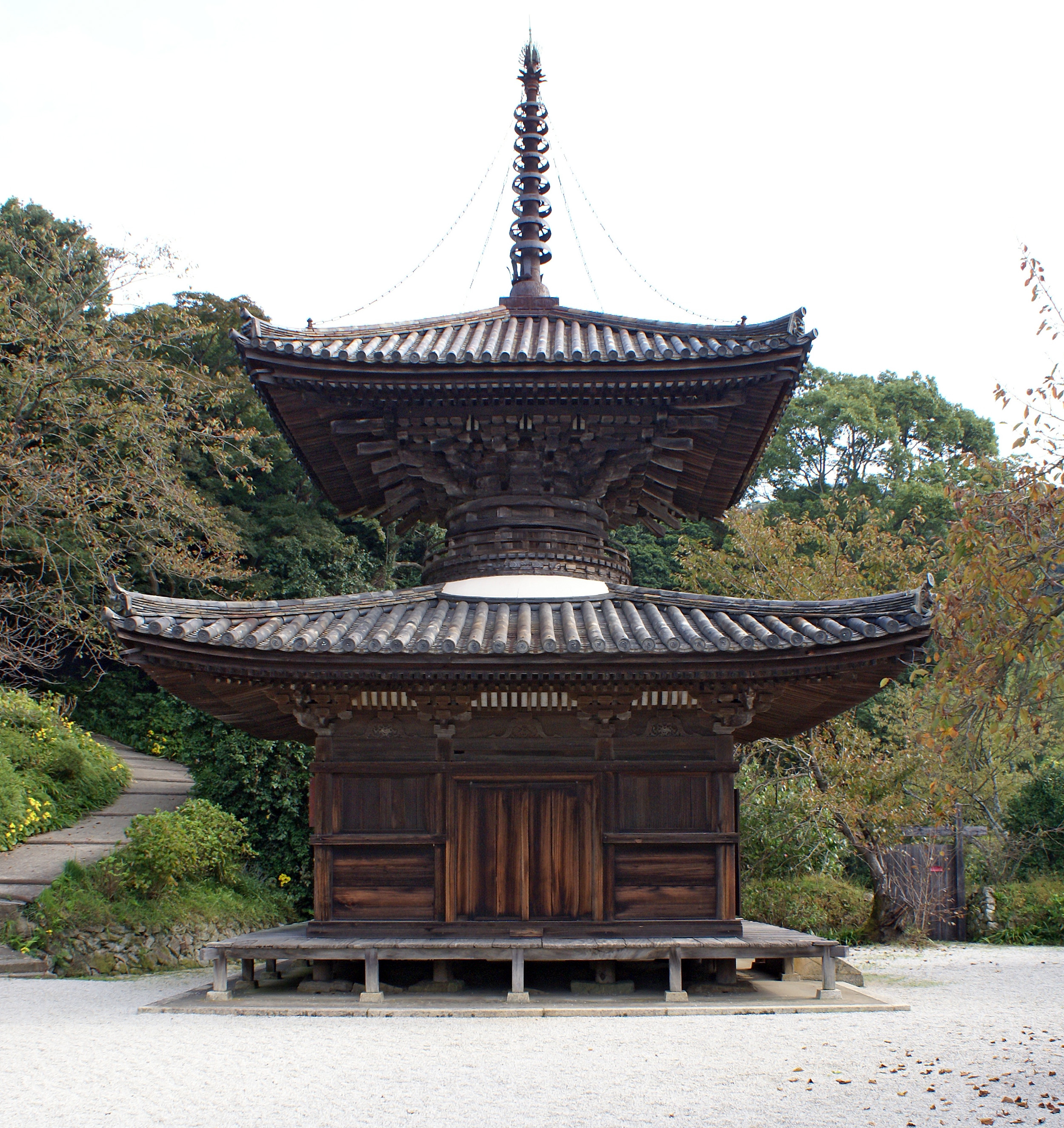
Schatzpagode

Der Chōhō-ji (japanisch 長保寺) ist ein Tempel der Tendai-Richtung des Buddhismus in der Stadt Kainan in der Präfektur Wakayama. 

## Geschichte
Der Tempel wurde der Überlieferung nach auf Wunsch des Kaisers Ichijō im Jahr 1000 erbaut, und zwar in Anlehnung an den Shoshazan Enkyō-ji (書写山円教寺) in Himeji.
Im 17. Jahrhundert wurde er Grabtempel (菩提寺, bodaiji) der Kishū-Tokugawa. In den Neuzeit besaß der Tempel neben dem Abtquartier Yōshō-in (陽照院) fünf Nebentempel, heute sind noch neben dem Yōshō-in nur noch das Fukusō-in (福蔵院) übrig geblieben.

## Die Anlage
Man betritt den am Berghang gelegenen Tempel unten durch das „Große Tor“ (大門, Daimon). Es wurde während der mittleren Muromachi-Zeit als zweistöckiges Turm-Tor erbaut. Oben, am Ende einer langen Steintreppe, kommt man zum Tempelgelände. 
Die Haupthalle (Hondō) aus der Kamakura-Zeit hat einen fast quadratischen Grundriss von 5 × 5 Ken, hier 13 × 15,35 m. Sie besitzt ein Fußwalmdach. Daneben steht eine Schatzpagode (Tahōtō), sie stammt aus dem Ende der Kamakura-Zeit oder aus dem Beginn der Muromachi-Zeit. Sie hat eine Seitenlänge von 3 Ken und ist in reinem „japanischen Stil“ ausgeführt. – Alle drei Gebäude gehören Nationalschätzen Japans.
Hinter der Haupthalle steht der kleine Chinju-Schrein (鎮守堂, Chinju-dō) aus der späten Kamakura-Zeit, der als Wichtiges Kulturgut registriert ist. Er ist 3 × 3 Ken groß, hier 5,4 × 5,4 m und hat ein Hängedach.
Der Chōhō-ji wurde 1666 vom ersten Fürsten der Kishū-Linie der Tokugawa, Tokugawa Yorinobu (徳川 頼宣; 1602–1671), zum Grabtempel der Familie bestimmt. Dort sind, angefangen mit ihm, alle Nachfolger begraben, bis auf den 5. und den 13. (=14.) Chef des Hauses, die in Edo/Tokio bestattet sind. Die Grabanlage, die mit 330 Steinlaternen geschmückt ist, ist als Nationale Geschichtsspur (国史跡, Kuni-shiseki) eingetragen.

## Bilder

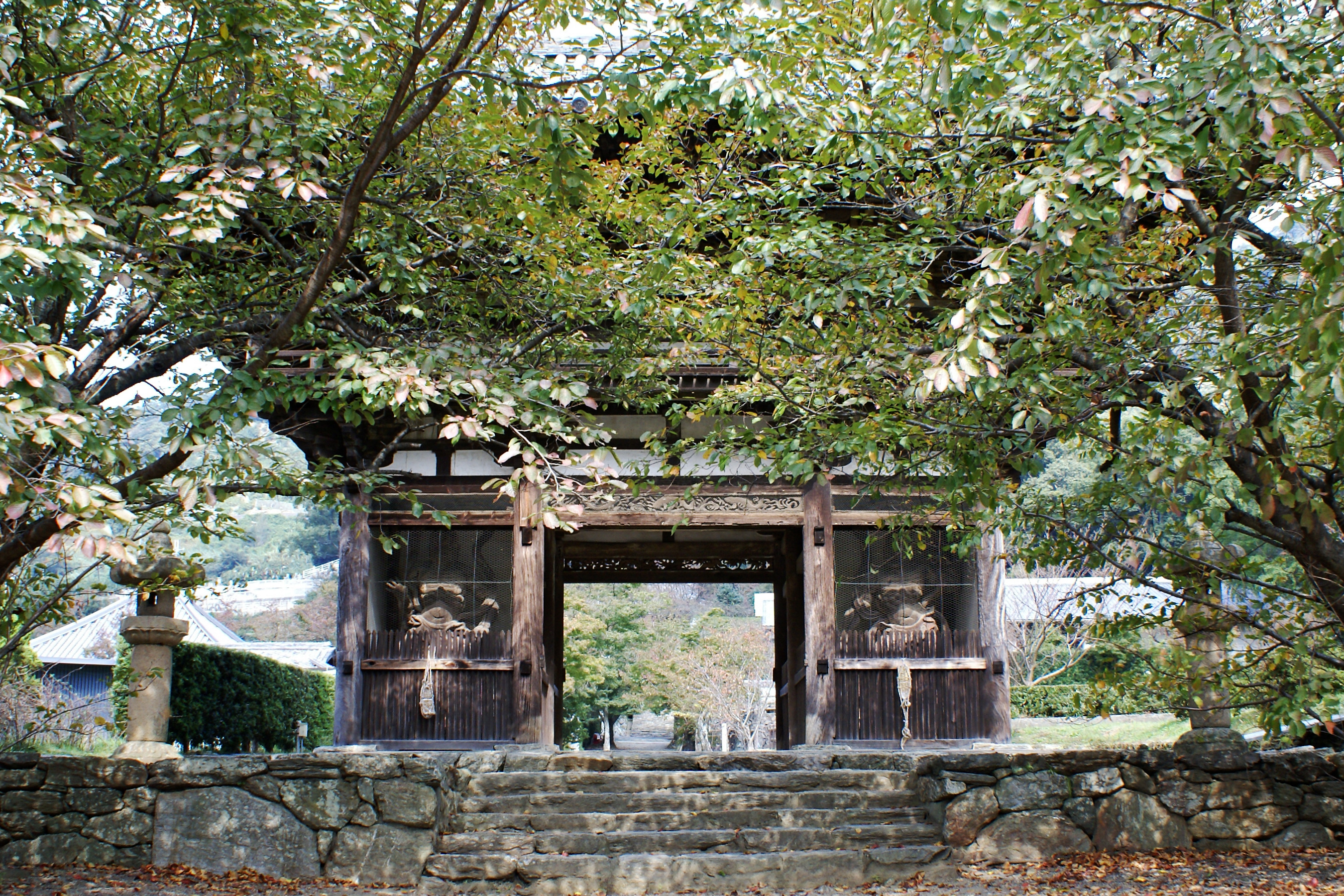
Großes Tor
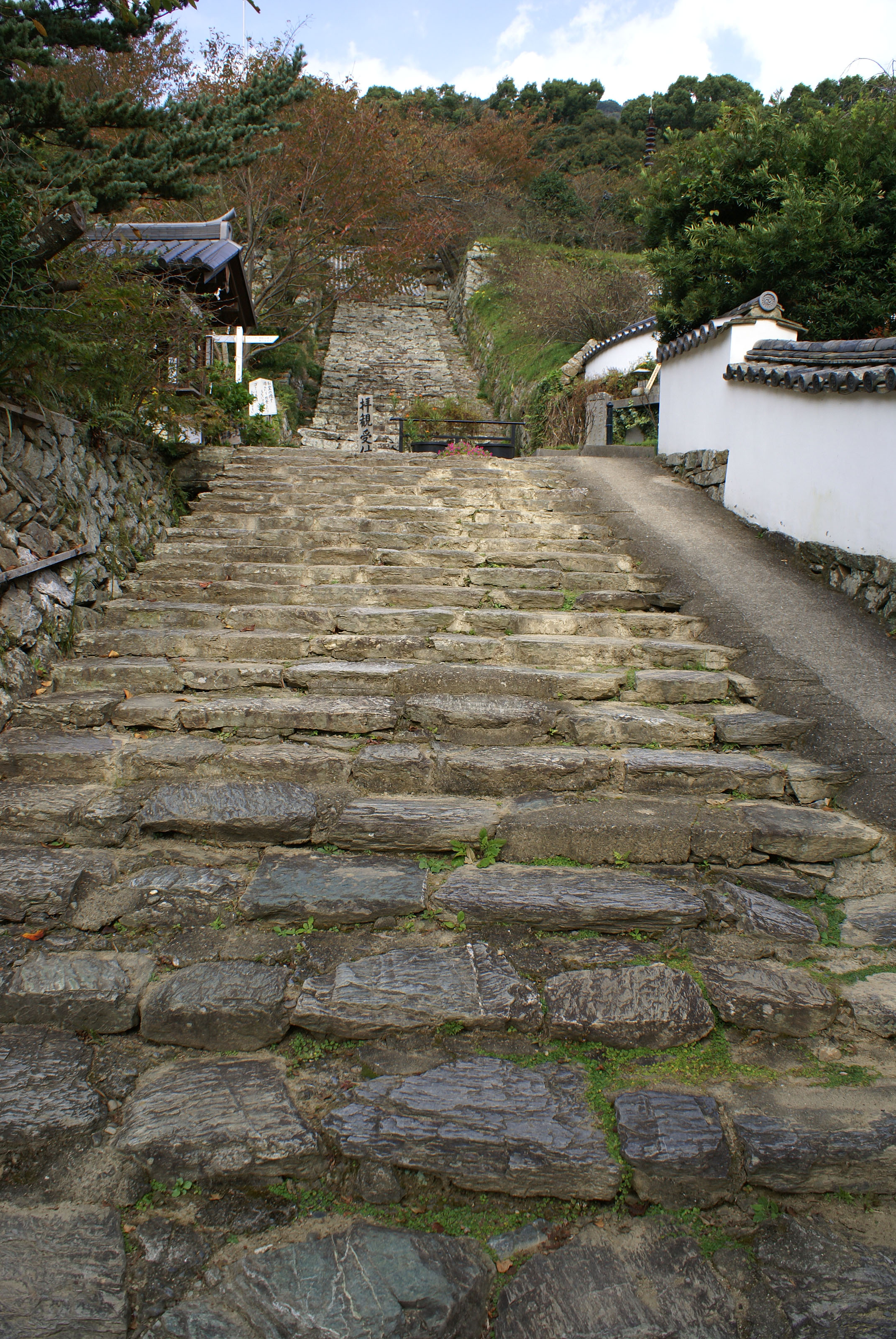
Treppe zum Tempel
Chinju-Schrein
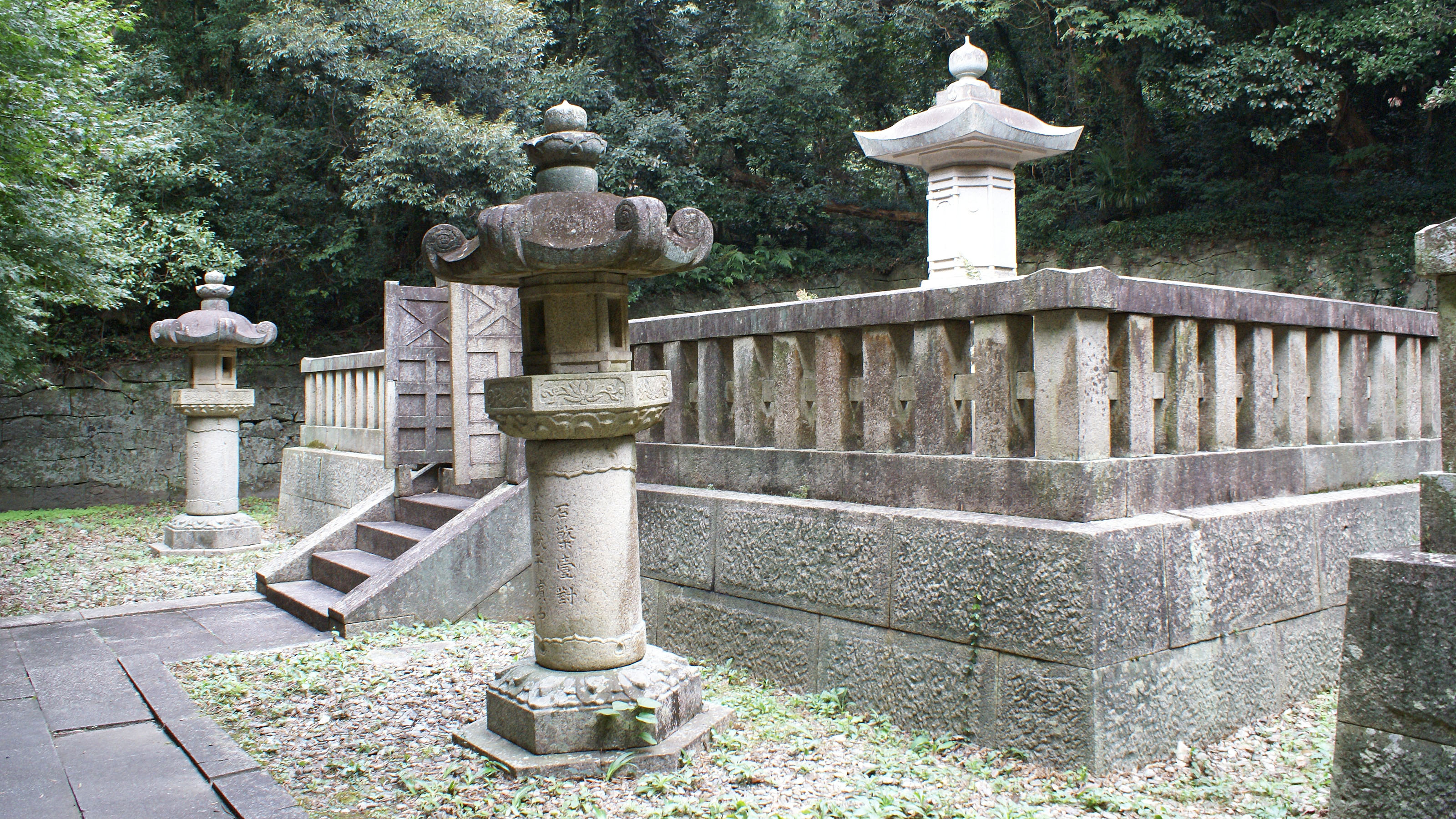
Grab des Tokugawa Shigenori[A 2]